# Calobryum dentatum
Calobryum dentatum là một loài Rêu trong họ Haplomitriaceae. Loài này được D. Kumar & Udar mô tả khoa học đầu tiên năm 1976.